# The Red Mark
Pour plus de détails, voir Fiche technique et Distribution.
The Red Mark est un film muet américain réalisé par James Cruze, sorti en 1928.

## Synopsis
Bibi-Ri, un pickpocket parisien pris en flagrant délit, est envoyé près de Nouméa dans une colonie pénitentiaire, dont le bourreau en chef est l'impitoyable De Nou. Devenu libérable, il tombe amoureux de la jeune Zelie, que convoite également De Nou, lequel cherche par tous les moyens à se débarrasser de son rival. Lorsque Bibi-Ri tue en combat singulier Bombiste, assistant du bourreau, ce dernier trouve l'occasion idéale pour l'envoyer à la guillotine...

## Fiche technique
- Titre original : The Red Mark
- Réalisateur et producteur : James Cruze
- Scénario : Julien Josephson, d'après le roman de John Russell
- Directeur de la photographie : Ira H. Morgan
- Directeur artistique : Charles L. Cadwallader
- Montage : Mildred Johnson
- Compagnie de production : James Cruze, Inc.
- Compagnie de distribution : Pathé Exchange, Inc.
- Genre : Drame
- Film muet en noir et blanc - 80 min
- Date de sortie :
  - États-Unis : 26 août 1928

## Distribution
- Nena Quartaro : Zelie
- Gaston Glass : Bibi-Ri
- Gustav von Seyffertitz : De Nou
- Rose Dione : Maman Caron
- Luke Cosgrave : Papa Caron
- Eugene Pallette : Sergeo
- Jack Roper : Bombiste
- Charles Dervis : Le prêtre de la prison

## Galerie photos

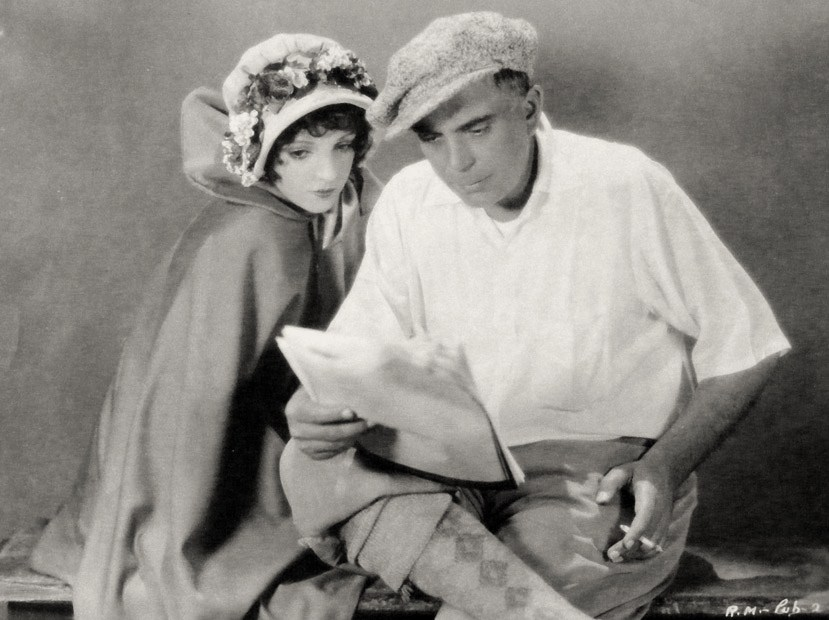
Nena Quartaro et James Cruze (photo de tournage)
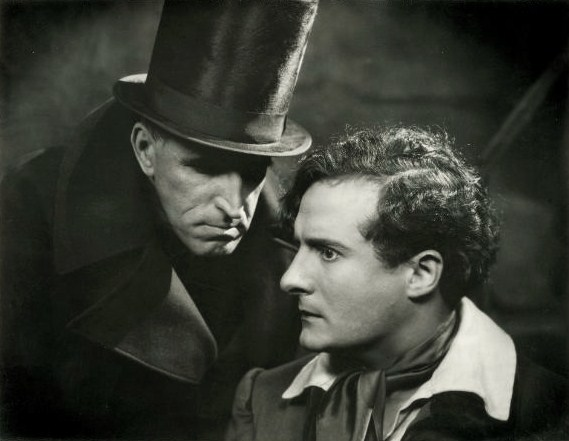
Gustav von Seyffertitz et Gaston Glass (photo promotionnelle)
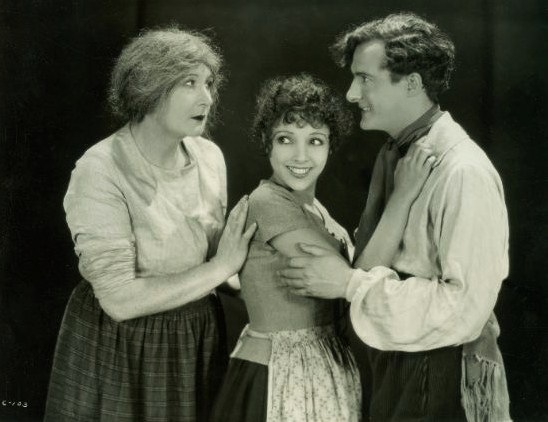
Rose Dione, Nena Quartaro et Gaston Glass (photo promotionnelle)